# Xã Lund, Quận Douglas, Minnesota
Xã Lund (tiếng Anh: Lund Township) là một xã thuộc quận Douglas, tiểu bang Minnesota, Hoa Kỳ. Năm 2010, dân số của xã này là 325 người.